# مردی که دو بار زندگی کرد
مردی که دو بار زندگی کرد با عنوان اصلی تناسخ پیتر پرود (به انگلیسی: The Reincarnation of Peter Proud) یک فیلم سینمایی وحشت روان‌شناختی آمریکایی محصول سال ۱۹۷۵ به کارگردانی جی. لی تامپسون و با بازی مایکل ساراوزین ، مارگو کیدر و جنیفر اونیل است. داستان فیلم درباره یک استاد دانشگاه است که پس از تجربه یک سری کابوس‌های عجیب و غریب به این باور می‌رسد که او در تناسخ شخص دیگری است. این فیلم بر اساس رمان سال ۱۹۷۳ با همین نام توسط مکس اهرلیچ ساخته شده است که فیلمنامه را اقتباس کرده است.

## پخش در ایران
این فیلم در ایران با عنوان مردی که دو بار زندگی کرد دوبله و منتشر شده است.

## تولید
فیلمبرداری اصلی در آوریل ۱۹۷۴ در لس‌آنجلس و ماساچوست آغاز شد.  